# 埃爾馬塞羅 (加利福尼亞州)
埃爾馬塞羅（英語：El Macero）是位於美國加利福尼亞州優洛縣的一個非建制地區。該地的面積和人口皆未知。

## 地理
埃爾馬塞羅的座標為38°32′49″N 121°41′39″W / 38.54694°N 121.69417°W，而該地的平均海拔高度為11米（即36英尺）。